# 張訓
張訓，唐朝末年至五代十国杨吴将领，原籍廣陵。祖父张昇，唐朝末年担任清流县令，死后葬在滁州，其家爲清流人。
張訓勇悍，有膽畧，時人称他为「大口張」。杨行密據合肥，張訓前去投奔，让他统领親兵。转任黃頭都虞候，中和四年（884年），吴迥、李本攻克舒州，杨行密派遣张训和合肥人陶雅等人率军攻打吴迥、李本，将他们擒获斩杀。大顺二年（891年），朱全忠遣使与杨行密相约共同攻打占据扬州的孙儒。孙儒把扬州城的房屋全部放火焚烧，驱赶所有少壮男人和妇女渡过长江，斩杀年老体弱的人当作粮食。张训、李德诚偷偷进入扬州城，扑灭余火，获得粮谷几十万斛用来赈济饥民。泗州刺史张谏求借几万斛食供给军队，张训以杨行密的命令向张谏赠送。刘建锋率军跟随孙儒攻打杨行密，留下甘露镇使陈可言率领所部人马一千据守常州。景福元年（892年），张训带领军队忽至常州城下，陈可言仓猝出城迎战，张训亲斩陈可言，占取常州。徐州时溥派军向南侵扰，到达楚州，张训、李德诚在寿河击败徐州军，乘胜攻占了楚州，擒获获楚州刺史刘瓒。杨行密攻破了孙儒在广德的营寨，张训在安吉驻扎，截断孫儒糧道。其后以功，授张训常州刺史。
乾宁四年（897年），杨行密与朱瑾率军三万在楚州抗击朱全忠的汴州军，张训加刑部尚書，从涟水带领人马与他们会合。杨行密委任张训做前锋。汴州將领龐師古屯兵清河口，张训率舟師與戰，越过栅栏冲入营帐，斬杀龐師古。张训升任为淮海都遊奕使，加兵部尚書。光化二年（899年）七月，朱全忠属下海州守将陈汉宾向杨行密請降，张训认为陈汉宾居心难测，便与涟水防遏使、庐江人王绾带领军队二千直接奔赴海州，于是占据海州城。陈汉宾倉皇出迎，只能唯唯解甲聽命。张训轉尚書左僕射、拔山都指揮使。
天復初年，唐昭宗封杨行密爲吳王，张訓以功擢司徒。天復三年（903年），吳将王茂章会同王师范的弟弟莱州刺史王师诲攻破密州，杀死刺史刘康义，杨行密以淮海都游弈使张训为密州刺史。后来，王茂章解兵而去，张训对各位将领说：“汴军将要到达，用什么抵御呢？”诸将请求焚烧城池，大掠财物而回淮南。张训以为不可，于是封闭府库，在城上树立旗帜，然后让老弱兵士在前，自己率领精兵断后而离去。朱全忠派遣左踏白指挥使王檀攻打密州，遙望见城上旗帜，过了数日才敢进城。王檀见府库、城邑全都完好，就不再追赶。张训全军回到淮南。朱全忠以王檀担任密州刺史。杨行密死后，张訓称病，改任黄州刺史，去世后，贈太傅、清河郡公。其孫张原泌，南唐时中進士，官至户部侍郎、知制誥，北宋时候官至大理寺卿。